# Anfernee Simons
Anfernee Tyrik Simons (Altamonte Springs, 8 de junho de 1999) é um jogador norte-americano de basquete profissional que joga atualmente no Boston Celtics da National Basketball Association (NBA).
Ele jogou basquete preparatório na IMG Academy em Bradenton, Flórida. Ele se tornou o primeiro norte-americano a entrar e ser selecionado em um draft da NBA logo após se formar no ensino médio desde que a liga implementou as regras de restrição de idade pela primeira vez em 2005.

## Carreira no ensino médio
Simons estudou na Edgewater High School em Orlando, Flórida, onde durante seu segundo ano teve médias de 17,8 pontos, 4,6 assistências, 2,4 rebotes e 1 roubo de bola em 30 jogos. Durante seu terceiro ano, ele se transferiu para a Montverde Academy em Montverde, mas depois de ser jogador reserva, voltou para Edgewater com a intenção de manter seu nome afastado das considerações da universidades por um ano. Ele se formou em Edgewater em 2017 com médias de 23,8 pontos, 7,2 rebotes, 4,2 assistências e 1,8 roubos de bola em 20 jogos. Então, por causa de sua re-classificação na Classe de 2018, ele frequentou a IMG Academy em Bradenton para um ano de pós-graduação, embora já tivesse manifestado interesse em passar aquele ano na West Oaks Academy em Orlando.
Simons foi classificado como um recruta de cinco estrelas e foi classificado como o sétimo melhor jogador da classe de 2018 pelo 247Sports.com. Originalmente, ele planejava entrar na Universidade de Louisville, mas como resultado do escândalo sexual na universidade em 2015 e no escândalo de corrupção do basquete masculino da Divisão I da NCAA de 2017–18, ele desistiu de Louisville, dizendo que estava mais interessado na Universidade da Carolina do Sul, na Universidade Estadual da Carolina do Norte, na Universidade do Tennessee e na Universidade da Flórida. Em janeiro de 2018, ele disse que "provavelmente" iria pular a universidade e entrar no draft da NBA de 2018, embora sem contratar um agente. Em março de 2018, ele confirmou sua decisão e, posteriormente, removeu seu nome do Nike Hoop Summit e do Jordan Brand Classic de 2018. Em 20 de março de 2018, a ESPN o classificou como o 19º melhor prospecto do draft.
| Recrutamento | Recrutamento                           | Recrutamento        | Recrutamento       | Recrutamento   | Recrutamento           |
| Nome | Cidade Natal                           | Escola/Universidade | Altura             | Peso           | Data da revisão        |
| --- | -------------------------------------- | ------------------- | ------------------ | -------------- | ---------------------- |
| Anfernee Simons SG | Altamonte, FL                          | IMG Academy (FL)    | 6 ft 3 in (1.91 m) | 181 lb (82 kg) | 12 de Novembro de 2016 |
| Anfernee Simons SG | Recrutamento: Rivals: 247sports: ESPN: |                     |                    |                |                        |
| Classificação geral de novatos: 247Sports: 10º \| Rivals: 10º \| ESPN: 9º |                                        |                     |                    |                |                        |
| - Nota: Em muitos casos, Scout, Rivals, 247Sports e ESPN podem entrar em conflito em suas listas de altura e peso, nestes casos, a média foi obtida. A ESPN mede os calouros numa escala de 0 a 100. - Fonte: |                                        |                     |                    |                |                        |

## Carreira profissional

### Portland Trail Blazers (2018–2025)
Simons foi selecionado pelo Portland Trail Blazers como a 24º escolha geral no draft da NBA de 2018. Ele seria o terceiro jogador do ensino médio desde 2015 a ser draftado para a NBA, atrás de Thon Maker e Satnam Singh Bhamara. Em 2 de julho de 2018, os Trail Blazers anunciaram que haviam assinado um contrato de 4 anos e US$10.1 milhões com Simons.
Em 21 de janeiro de 2019, os Blazers designaram Simons para o Agua Caliente Clippers da G-League.
Em 10 de abril de 2019, Simons teve seu primeiro jogo como titular da carreira contra o Sacramento Kings e registrou 37 pontos, 6 rebotes e 9 assistências, tornando-se o primeiro novato do Trail Blazers a marcar mais de 30 pontos desde Damian Lillard.
Em 3 de janeiro de 2022, Simons registrou 43 pontos, o recorde de sua carreira, e sete assistências em uma vitória por 136-131 sobre o Atlanta Hawks. Em uma entrevista pós-jogo, ele dedicou o jogo a seu avô, que morreu de câncer na noite anterior. Em 28 de março, ele foi descartado até o final da temporada com tendinopatia patelar no joelho esquerdo.
Em 6 de julho de 2022, Simons assinou novamente com os Trail Blazers em um contrato de US $ 100 milhões por quatro anos. Em 21 de outubro, Simons acertou a cesta da vitória por 113-111 na prorrogação sobre o Phoenix Suns. Em 3 de dezembro, ele marcou 45 pontos, o recorde de sua carreira, na vitória por 116–111 sobre o Utah Jazz. Em 3 de fevereiro de 2023, Simons marcou 33 pontos em uma vitória por 124–116 sobre o Washington Wizards.
Em 25 de outubro de 2023, Simons sofreu uma ruptura do Ligamento colateral ulnar no polegar direito contra o Los Angeles Clippers, o que o afastou por quatro a seis semanas.
Em 19 de dezembro de 2024, Simons fez um duplo-duplo e acertou a cesta que decretou a vitória dos Trail Blazers contra o Denver Nuggets.

## Vida pessoal
Simons recebeu o nome de Anfernee devido aos seus pais, Charles e Tameka, serem fãs do Orlando Magic e o nomearem em homenagem ao ex-jogador Penny Hardaway. Hardaway treinou Simons durante um acampamento de treinamento do Team USA Basketball.

## Estatísticas da carreira

### NBA

#### Temporada regular
| Ano      | Equipe   | PJ  | PT  | MPJ  | AP   | 3P   | LL   | RT  | AS  | BR | TO | PPJ  |
| -------- | -------- | --- | --- | ---- | ---- | ---- | ---- | --- | --- | -- | -- | ---- |
| 2018–19  | Portland | 20  | 1   | 7.1  | .444 | .345 | .563 | .7  | .7  | .1 | .0 | 3.8  |
| 2019–20  | Portland | 70  | 4   | 20.7 | .399 | .332 | .826 | 2.2 | 1.4 | .4 | .1 | 8.3  |
| 2020–21  | Portland | 64  | 0   | 17.3 | .419 | .426 | .807 | 2.2 | 1.4 | .3 | .1 | 7.8  |
| 2021–22  | Portland | 57  | 30  | 29.5 | .443 | .405 | .888 | 2.6 | 3.9 | .5 | .1 | 17.3 |
| 2022–23  | Portland | 62  | 62  | 35.0 | .447 | .377 | .894 | 2.6 | 4.1 | .7 | .2 | 21.1 |
| 2023–24  | Portland | 46  | 46  | 34.4 | .430 | .385 | .916 | 3.6 | 5.5 | .5 | .1 | 22.6 |
| Carreira | Carreira | 319 | 143 | 24.0 | .430 | .378 | .815 | 2.3 | 2.8 | .4 | .0 | 13.4 |

#### Playoffs
| Ano      | Equipe   | PJ | PT | MPJ  | AP   | 3P   | LL   | RT  | AS  | BR  | TO | PPJ |
| -------- | -------- | -- | -- | ---- | ---- | ---- | ---- | --- | --- | --- | -- | --- |
| 2019     | Portland | 5  | 0  | 2.4  | .000 | .000 | .800 | .0  | .0  | .2  | .0 | .8  |
| 2020     | Portland | 4  | 0  | 20.5 | .305 | .429 | .833 | 2.8 | 2.5 | 1.5 | .0 | 6.8 |
| 2021     | Portland | 6  | 0  | 17.8 | .560 | .611 | .000 | 2.7 | .8  | .3  | .2 | 6.5 |
| Carreira | Carreira | 15 | 0  | 13.5 | .288 | .346 | .544 | 1.8 | 1.0 | .6  | .0 | 4.7 |

Fonte: